# آذاتیواتایا
آذاتیواتایا یا اذتیوتیا (انگلیسی: Karatepe) نام محلی است شامل قلعه ای باستانی متعلق به هیتی‌ها، که از زمان حکومت عثمانی‌ها تا کنون به یک موزهٔ فضای باز تبدیل شده‌است. این قلعه در دامنهٔ کوه توروس و در ساحل شرقی رود جیحون واقع شده‌است. این مکان یک شهر باستانی از سرزمین کیلیکیه بوده‌است.